# Здравка Крстуловић
Здравка Крстуловић (Сплит, 30. септембар 1940 — Вараждин, 4. децембар 2003) је била југословенска и хрватска филмска глумица.

## Биографија
Дипломирала је на београдској Академији за позориште, филм, радио и телевизију 1965. године. Кратку недоумицу: остати у Београду или вратити се у Сплит, глумица је ријешила у корист родног града.
За само двије сезоне покупила је главне улоге у чак седам представа и постала главна звијезда у сплитском Народном казалишту. За улогу Маре у „Кате Капуларица“, коју је 1800. написао Дубровчанин Влахо Стули, добила је Првомајску награду СР Хрватске.
На Филмском фестивалу у Нишу 1981. године Здравки и Младену Барбарићу додијељена је награда Глумачки пар године за улоге у популарној ТВ серији Вело мисто, њој за улогу Виолете, а њему за улогу Пегуле. Глумачки пар године бирали су читаоци листа ТВ Новости.

## Филмографија
|                   | 1960 | 1970 | 1980 | 1990 | Укупно |
| ----------------- | ---- | ---- | ---- | ---- | ------ |
| Дугометражни филм | 5    | 0    | 3    | 1    | 9      |
| ТВ филм           | 3    | 5    | 3    | 0    | 11     |
| ТВ серија         | 0    | 4    | 3    | 1    | 8      |
| Укупно            | 8    | 9    | 9    | 2    | 28     |

| Год.       | Назив                                   | Улога \|- style="background: Lavender; text-align:center; " | 1960.-те | 1960.-те | 1960.-те | 1960.-те |
| 1965.      | Инспектор                               | Слободна дама                                               |          |          |          |          |
| 1966.      | Како су се волели Ромео и Јулија?       | Дени Рушић                                                  |          |          |          |          |
| 1968.      | Брат доктора Хомера                     | Ана                                                         |          |          |          |          |
| 1968.      | Операција Београд                       | Др. Кристина Шмит                                           |          |          |          |          |
| 1969.      | Америчка јахта у Сплитској луци ТВ филм | Феба, Американка                                            |          |          |          |          |
| 1969.      | Бог је умро узалуд                      | Лепа, Предрагова жена                                       |          |          |          |          |
| 1969.      | Берза рада ТВ филм                      | /                                                           |          |          |          |          |
| 1969.      | Политика шјоре Бете ТВ филм             | /                                                           |          |          |          |          |
| 1970.-те   |                                         |                                                             |          |          |          |          |
| 1970.      | Загребуље ТВ филм                       | Анђа                                                        |          |          |          |          |
| 1970 1971. | Наше мало мисто ТВ серија               | Анђа Влајина удана Прч / Анђа Влајина                       |          |          |          |          |
| 1972.      | У мрежи ТВ филм                         | /                                                           |          |          |          |          |
| 1973.      | Лењин у Африци ТВ филм                  | /                                                           |          |          |          |          |
| 1973.      | Ћа смо на овон свиту... ТВ серија       | Маре Оструја                                                |          |          |          |          |
| 1973.      | Љубавник ТВ филм                        | /                                                           |          |          |          |          |
| 1974.      | Образ уз образ ТВ серија                | Здравка                                                     |          |          |          |          |
| 1978.      | Истарска рапсодија ТВ филм              | Флора                                                       |          |          |          |          |
| 1980.-те   |                                         |                                                             |          |          |          |          |
| 1981.      | Лидија ТВ филм                          | /                                                           |          |          |          |          |
| 1980 1981. | Вело мисто ТВ серија                    | Виолета                                                     |          |          |          |          |
| 1981.      | Непокорени град ТВ серија               | /                                                           |          |          |          |          |
| 1982.      | Сервантес из Малог миста                | Анђа Влајина                                                |          |          |          |          |
| 1984.      | Задарски мементо                        | Матија                                                      |          |          |          |          |
| 1985.      | Од петка до петка                       | /                                                           |          |          |          |          |
| 1986 1987. | Путовање у Вучјак ТВ серија             | Ирма Мондекарица                                            |          |          |          |          |
| 1988.      | Млада сила ТВ филм                      | /                                                           |          |          |          |          |
| 1988.      | Новогодишња прича ТВ филм               | /                                                           |          |          |          |          |
| 1990.-те   |                                         |                                                             |          |          |          |          |
| 1990.      | Неуништиви ТВ серија                    | Анђа                                                        |          |          |          |          |
| 1993.      | Контеса Дора                            | Лилла                                                       |          |          |          |          |